# Макаровская средняя школа
Макаровская средняя школа Ишимбайского района, полное название Макаровская средняя общеобразовательная школа Ишимбайского района Республики Башкортостан — одна из старейших школ Башкортостана. Действует с 1872 года.
Есть краеведческий музей, тренажёрный зал, учебная мастерская, учебно-опытный участок, автомашина, гараж.
На базе школы действует филиал Детской школы искусств г. Ишимбая (с 1998 года).
Ежегодно проводится всероссийские соревнования «Горный воздух» по русским шашкам.

## История
Основана в 1872 как Макаровское русско-башкирское училище. Открыта 5 марта 1872 года в деревне Макарово Макаровской волости Стерлитамакского уезда Уфимской губернии, что обнаруживается в письме Уфимского губернатора в адрес Оренбургского генерал-губернатора от 10 апреля 1875 года.
Здание школы построено усилиями макаровцев: генерал-майора Юсуфа Карамышева, его брата Гумера, сельского богача Абдулмажита Кутлуюлова в 1871 году. В 1872 году в Макаровской школе обучали 20 мальчиков русской грамоте, чтению, письму, счетоводству, первым правилам арифметики, географии, истории и проводились уроки вероучения.
В 1886 году учащихся — 21 мальчик, из них 8 — православные, 13 — магометане. В 1895 г. — 55 мальчиков и 3 девочки, русские — 23, башкиры — 33, татары — 2.
С 1918 по 1934 гг. — Советская Единая Трудовая школа I ступени. Увеличилось число учащихся, число учебных классов стало 4 вместо 3 прежних. В 1920—1921 учебном году числилось 68 мальчиков и девочек.
В 1924—1925 учебном году открывается школа II ступени, республиканского значения и в ней учились макаровцы и из деревень, охватавшие Мелеузовский, Юмагузинский, Гафурийский, Стерлибашевский, Белорецкий районы, где была единственная на территории этих районов.
По отчетам 1925—1930 гг. в Макарове числилось 3 учебных заведения:
1. Школа I ступени — преемница русско-башкирского училища.
2. Школа II ступени.
3. Школа ФЗО, работавшая в 1926 году, имевший учебный корпус и оснащенные мастерские.
В 1930 году Макаровская школа II ступени реорганизуется в Макаровскую школу колхозной молодежи (ШКМ), лучшие учащиеся которой устраивались в подготовительную группу Стерлитамакского педтехникума.
15 января 1934 Макаровская школа I ступени и Макаровской школой крестьянской молодёжи преобразуются в одну — Макаровскую неполную среднюю школу. Директорствовал З. Усманов (1934—1940), работало 10 преподавателей. Здание школы было удовлетворительное, имелись общежитие, учебные кабинеты химии, физики, библиотека, столовая, складские помещения, лошади, посевные площади.
В 1936—1937 гг. Макаровская школа являлась первой и единственной средней школой в Макаровском районе. В 1939 году — первый выпуск средней школы (20 человек, все стали учителями и инженерами). Количество учителей 11, учащихся 247.
В 1970 году школа перешла в новое типовое двухэтажное здание.
До 1985 года действовал интернат («наследник» Макаровской школы II ступени), для учащихся из соседних деревень, школа занималась в 2 смены.
В 2006 году проведен капитальный ремонт школы, газоснабжение за счет внебюджетных средств.

## Ученики
Общее число выпускников в царское время — около трехсот, среди них А. Б. Мухаметкулов (Председатель Совнаркома БАССР в 1925—1930 гг.), Амир, Гирей и Мухтар Карамышевы, Заки Валиди, А. Юмагузин (переводчик в Башкирском республиканском издательстве), Л. А. Карамышев (дважды получивший звание «Отличник просвещения РФ»), Галимьян Карамышев — народный артист РБ, заслуженный артист РФ и др.
Выпускниками 1928—1930 гг. Макаровской школы II ступени, которая слилась со школой I ступени, были: Зубай Утягулов (Герой Советского Союза), Дж. Киекбаев (профессор, доктор филологических наук, заслуженный работник науки РБ), Амиров А. Ш. (учитель, директор Арметовской СОШ (общий директорский стаж — 23 года), Ахмедьянова А. А. (заслуженный учитель РБ и РСФСР).
Школу на 2014 год окончило около 4 300 человек. Среди выпускников Б.Х.Юлдашбаев, В. И. Ахмадиев, А. С. Бахтияров, К. А. Валеев, А. Х. Вильданов, З. Г. Габидуллин, Н. Т. Зарипов, Г. Х. Карамышев, Г. Калимуллина, Ф. Г. Мурзакаев, Н. С. Мусин, Ш. Г. Насыров, Р. Х. Нигматуллин, Сасания (Э. Сасанбаева), А. А. Тагирова, В. М. Тимербулатов; здесь также учился А. А. Валидов и др.
Профессора — 5, кандидаты наук — 26, заслуженные работники РБ и РФ — 21.

## Учителя
Учителя — активные участники художественной самодеятельности, призёры районно-городских мероприятий.
Со школой связана деятельность Г. Б. Карамышева и др.

## Спорт
Работают секции волейбола, баскетбола, курэш, кружки по шашкам и спортивному ориентированию.
Шашисты Макаровской СОШ — ежегодные призёры республиканских первенств с 1984 года, участники Всероссийских соревнований в Казахстане, Самаре, Москве, Петербурге, Ижевске, Адлера. Ежегодно проводится всероссийские соревнования «Горный воздух» по русским шашкам.
Подготовлено 15 КМС по шашкам.
Проводятся туристические слеты, походы, экологические походы.

## Культура
При Макаровской СОШ с 1998 года работает филиал Музыкальной школы ДШИ г. Ишимбая. Детский образцовый вокальный ансамбль «Селтербей» — лауреат районных и республиканских конкурсов. Имеется школьный музей.

## Дополнительное образование
Учащиеся получают дополнительное образование по линии ДДЮТ СЮТ в кружках «Информатика», «Краеведение», «Башкирский фольклор».
С 1967 года работает школьное лесничество, которое неоднократно занимало призовые места на республиканских конкурсах и слетах.
Имеется сотрудничество с ПиМНО СГПА, начиная с 1992 года.
С 1992 года введена в начальных классах методика развивающего обучения.
Совместно с детсадом «Березка» действует программа «Преемственность дошкольного образования и начального звена школы».

## Наука
7 февраля 2014 года учителя начальных классов Макаровской школы участвовали во Всероссийской научно-практической конференции «Современный учебник родного языка как механизм реализации требований ФГОС НОО». По материалам конференции издан сборник, куда включены статьи учителей начальных классов Макаровской школы.
Ахмадиева Г. Ф. «Кружок „Башкирский фольклор“ — духовный источник в воспитании детей», Азнабаева М. А. «Использование краеведческого материала в изучении родного языка», Галиуллина Г. М. «Роль игры в изучении родного языка», Максютова Ф. Т. «Развитие творческих способностей младших школьников на уроках родного языка»

## Награды
Победитель в конкурсах «Школа года России-99», Приоритетного Национального Проекта «Образование» (2007).

## Памятники
На территории школы установлены обелиск участникам Великой Отечественной войны (1985), на здании — мемориальная доска в честь выпускников Д. Г. Киекбаева и З. Т. Утягулова (1997).